# 稲垣長茂
稲垣 長茂（いながき ながしげ）は、戦国時代から江戸時代初期にかけての武将、大名。上野国伊勢崎藩初代藩主。鳥羽藩稲垣家初代。
三河稲垣氏は文明年間に、伊勢国から三河国宝飯郡に移住した地侍の家系である。
天文8年（1539年）、稲垣重宗の長男として生まれる。
永禄元年（1558年）、牧野右馬允康成の与力となり、後に家臣となる。永禄年間の初期には、戦国大名今川氏に属して、松平氏（徳川氏）を圧迫し、桶狭間の戦い後も今川氏のため徳川家康軍と交戦した。やがて家康に恭順した康成に従って各地を転戦して武功を挙げ、駿河国興国寺、長久保、上野大胡城の守備などを任された。
天正18年（1590年）、家康が関東に移ると、牧野氏を離れて、徳川直参組となった。このとき上野山田郡、勢多郡など3郡において3000石を与えられた。
慶長5年（1600年）の会津征伐時には、牧野康成の大胡城を守備し、対上杉守備隊に属した。その功により、翌年の慶長6年（1601年）に7000石を加増されて１万石となり、伊勢崎藩を立藩して諸侯に列した。
慶長17年（1612年）10月22日、74歳で死去した。家督は長男の重綱が継いだ。

## 系譜
父母
- 稲垣長茂（父）

子女
- 稲垣重綱（長男）
- 稲垣則茂（次男）
- 稲垣重大
- 大久保忠知正室
- 石川政次正室